# Eleições parlamentares iugoslavas de 1931
As eleições parlamentares foram realizadas no Reino da Iugoslávia em 8 de novembro de 1931.  Os eleitores receberam uma lista única de candidatos apoiando a ditadura real do Rei Alexandre I. A lista foi encabeçada pelo primeiro-ministro Petar Živković. 

## Antecedentes
Alexandre aboliu a Constituição de Vidovdan, prorrogou a Assembleia Nacional e introduziu uma ditadura pessoal em 6 de janeiro de 1929. No dia seguinte, o general Petar Živković tornou-se primeiro-ministro, liderando a Democracia Camponesa Radical Iugoslava do regime. Uma nova constituição foi promulgada em setembro de 1931, sob a qual as eleições foram realizadas. 

## Resultados
| Partido                                | Votos     | %      | Assentos |
| -------------------------------------- | --------- | ------ | -------- |
| Democracia Camponesa Radical Iugoslava | 2.324,395 | 100.00 | 305      |
| Total                                  | 2.324,395 | 100.00 | 305      |
|                                        |           |        |          |
| Eleitores registrados/participação     | 3.560,278 | –      |          |
| Fonte: Nohlen et al.                   |           |        |          |